# Borycz
Borycz (dodatkowa nazwa w j. niem. Boritsch)– wieś w Polsce położona w województwie opolskim, w powiecie strzeleckim, w gminie Izbicko.

## Nazwa
W alfabetycznym spisie miejscowości na terenie Śląska wydanym w 1830 roku we Wrocławiu przez Johanna Knie miejscowość występuje pod obecną polską nazwą Borycz oraz nazwą zgermanizowaną Boritsch. Również spis geograficzno-topograficzny miejscowości leżących w Prusach z 1835 roku notuje polską nazwę miejscowości Borycz oraz niemiecką Boritsch.
Heinrich Adamy w swoim dziele o nazwach miejscowych na Śląsku wydanym w 1888 roku we Wrocławiu jako wcześniejszą od niemieckiej podaje polską nazwę miejscowości Borycz. Pierwotna nazwa została później przez Niemców fonetycznie zgermanizowana na Boritsch.
W 1936 nazwę zmieniono na Schildbach.

### Zabytki
Do wojewódzkiego rejestru zabytków wpisana jest:
- kapliczka z dzwonnicą, z XIX w.